# Wieża
Wieża est une localité polonaise de la gmina de Gryfów Śląski, située dans le powiat de Lwówek Śląski en voïvodie de Basse-Silésie.